# Tu Er Shen

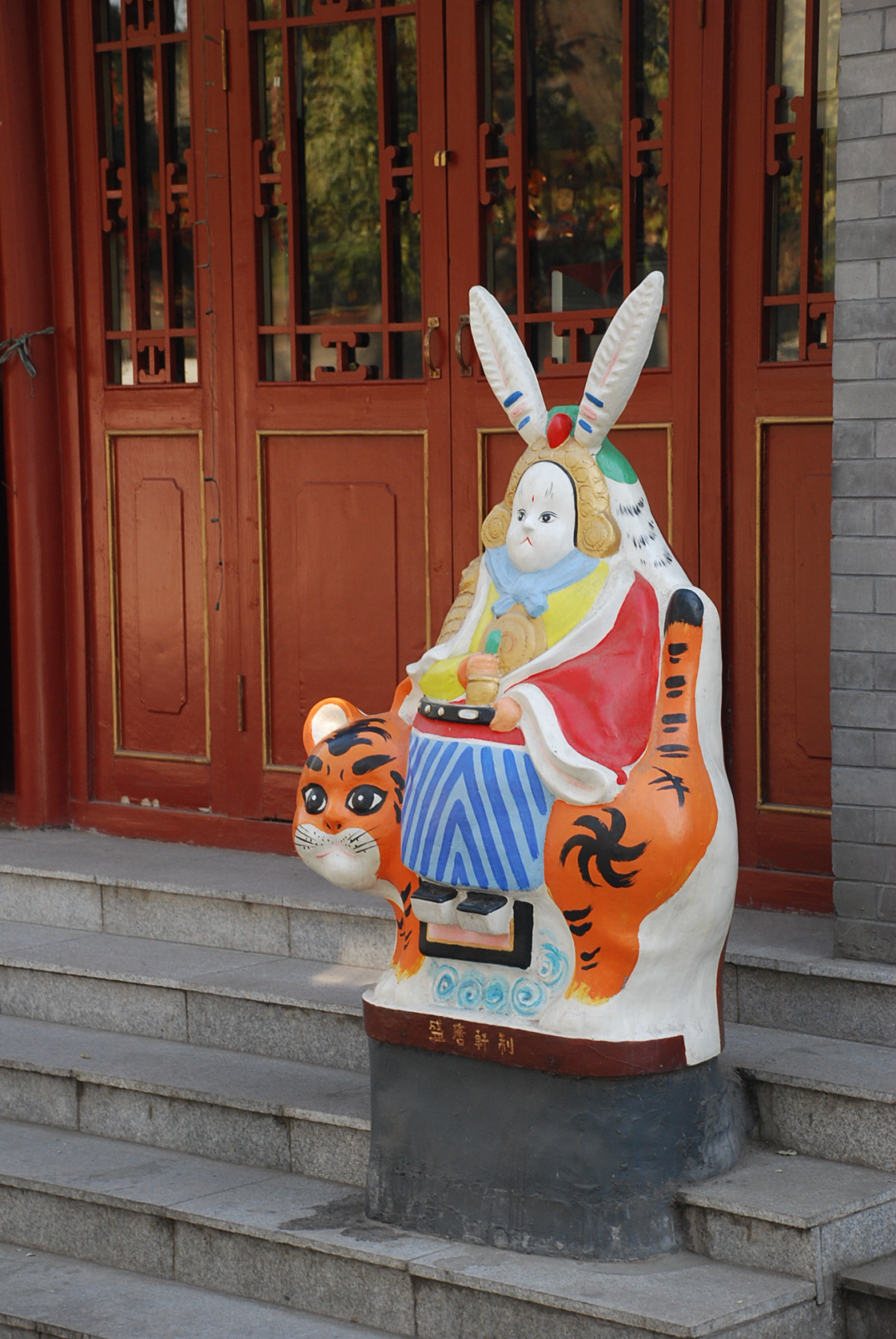
Statue de la divinité devant un temple au japon.

Tu Er Shen (兔兒神 ou 兔神) est une divinité chinoise qui préside aux amours et aux relations sexuelles entre hommes. Son nom signifie littéralement le dieu lapin.
D'après le Zi Bu Yu écrit par Yuan Mei, un auteur de la dynastie  Qing, Tu Er Shen était au départ un homme nommé Hu Tianbao (胡天保), amoureux d'un inspecteur impérial. Condamné à mort pour l'avoir espionné dans son bain, il défend sa cause auprès du tribunal du monde des morts, qui le change en divinité. Ce serait parce que le mot pour désigner les homosexuels à l'époque était « lapin » qu'on lui a donné ce nom en tant que divinité.
Il est représenté comme un homme embrassant un autre homme.